# 长龙山抽水蓄能电站
长龙山抽水蓄能电站又稱长龙山电站，是位于中華人民共和國浙江省湖州市安吉县的一個發電站，共安裝6台35万千瓦发电电动机组。2017年2月15日，长龙山抽水蓄能电站主体工程开工建设，中国长江三峡集团負責建設。2021年6月25日上午，长龙山抽水蓄能电站首台机组发电。